# Ichneumon rogenhoferops
Ichneumon rogenhoferops là một loài tò vò trong họ Ichneumonidae.